# Šinkansen
Šinkansen新幹線 je mreža visokohitrostnega železniškega omrežja na Japonskem. Z visokohitrostnimi vlaki in omrežjem operirajo štiri družbe skupine Japan Railways Group. Prvo linijo Tōkaidō Šinkansen so odprli leta 1964 v dolžini 515,4 kilometrov. Od takrat naprej so razširili omrežje na 2387,7 kilometrov s potovalnimi hitrostmi 240-320 km/h. Omrežje povezuje največja mesta na otokih Honšu in Kjušu, povezava do severnega otoka Hokaido je v izgradnji.
Največja hitrost je 320 km/h na 387,5-kilometrski liniji Tōhoku Šinkansen. Na testih so dosegli 443 km/h. Maglevi pa so dosegli rekordnih 581 km/h.
Linija Tōkaidō Šinkansen je najbolj prometna visokohitrostna linija na svetu. Na leto se na njej vozi 151 milijonov potnikov. Skupno je na njej potovalo čez 5 milijard potnikov, po celotnem omrežju pa čez 10 milijard.
Med mestoma Tokio in Osaka, največjima metropolama na Japonskem, vozi do 13 vlakov na uro v vsako smer, vsak s 16 vagoni (do 1323 potnikov). Šinkansen je bilo najbolj prometno visokohitrostno omrežje na svetu (353 milijonov potnikov leta 2007), dokler ni Kitajska s svojim hitrorastočim omrežjem prevzela vodilno mesto.
Japonska je bila prva država na svetu, ki je zgradila železnice, namenjene hitrim vlakom. Glavni, ki so sodelovali pri izgradnji, so bili glavni inženir Hideo Šima in Šindži Sogō, ki je prepričal politike za financiranje. Drugi pomembni možje so bili Tadanao Miki, Tadaši Macudaira in Hadžime Kavanabe. Odgovorni so bili za razvoj vlakov in železnic, vsi trije so med 2. svetovno vojno načrtovali letala.
V naslednjih treh letih so hoteli povezati linijo do Pekinga s podvodnim predorom. Hoteli so se povezati tudi s Transibirsko železnico in celo s Singapurom. Vendar je vojna te načrte preprečila. Je pa precej predorov iz obdobja vojne še vedno v uporabi.
Po koncu druge svetovne vojne so začasno prekinili razvoj visokohitrostnih vlakov. V poznih 1950-ih je ministrstvo za vlake obnovilo projekt Šinkansen. Leta 1957 je podjetje Odakju predstavilo vlak Odakjū 3000 serije SE s potovalno hitrostjo 145 km/h, rekord za ozkotirno železnico tistega časa. Potem so se odločili, da zgradijo še hitrejši vlak s standardno širino tirov.
V 1950-ih so domnevali, da bodo letala in avtoceste nasledile vlakom. To se je zgodilo v ZDA in nekaterih evropskih državah. Šindži Sogō je uspešno prepričal vlado za razvoj visokohitrostnih vlakov, ki so potem postali velik uspeh in ponos Japonske. V 50-letni zgodovini in pri več kot 10 milijardah potnikov ni bilo nobene nesreče s smrtnim izidom, kljub temu da deluje na potresnem območju. 
Vlak Šinkansen porabi šestkrat manj energije kot avto, kljub nekajkrat večji potovalni hitrosti.

## Etimologija
Šinkansen (新幹線) v japonščini pomeni »nova magistralna proga« ali »nova glavna proga«, vendar se ta beseda uporablja za opis železniških prog, po katerih vozijo vlaki in vlakov samih. V angleščini so vlaki znani tudi kot bullet train. Izraz hitri vlak (弾丸列車, dangan resša) izvira iz leta 1939 in je bilo prvotno ime projekta Šinkansen v njegovih najzgodnejših fazah načrtovanja. Poleg tega se ime superexpress (超特急, čō-tokjū), ki se je do leta 1972 uporabljalo izključno za vlake Hikari na Tōkaidō Šinkansen, danes uporablja v obvestilih in napisih v angleškem jeziku.

## Zgodovina
Japonska je bila prva država, ki je zgradila namenske železniške proge za potovanja z visokimi hitrostmi. Zaradi goratega terena so obstoječe omrežje sestavljale 1067 mm ozkotirne proge, ki so običajno uporabljale posredne poti in jih ni bilo mogoče prilagoditi višjim hitrostim zaradi tehničnih omejitev ozkotirne železnice. Na primer, če ima tirnica standardne tirnice krivuljo z največjo hitrostjo 145 km/h, bo imela ista krivulja na ozkotirni tirnici največjo dovoljeno hitrost 130 km/h.[nezanesljiv vir?] Posledično je imela Japonska večjo potrebo po novih progah za visoke hitrosti kot države, kjer je imel obstoječi standardni ali širokotirni železniški sistem več možnosti za nadgradnjo.
Med ključnimi ljudmi, ki so zaslužni za gradnjo prvega Šinkansena, sta Hideo Šima, glavni inženir, in Šindži Sogō, prvi predsednik Japonskih državnih železnic (JNR), ki mu je uspelo prepričati politike, da so podprli načrt. Drugi pomembni ljudje, odgovorni za njegov tehnični razvoj, so bili Tadanao Miki, Tadaši Macudaira in Hadžime Kavanabe s sedežem na Inštitutu za tehnične raziskave železnic (RTRI), ki je del JNR. Odgovorni so bili za večji del tehničnega razvoja prve linije, Tōkaidō Šinkansen. Vsi trije so med drugo svetovno vojno delali na načrtovanju letal.

### Zgodnji predlogi
Priljubljeno angleško ime bullet train je dobesedni prevod japonskega izraza dangan resša (弾丸列車), vzdevek, ki so ga dali projektu, ko so o njem začeli razpravljati v 1930-ih. Ime se je obdržalo zaradi podobnosti originalnega Šinkansena serije 0 in njegove visoke hitrosti.
Ime Šinkansen je bilo prvič uradno uporabljeno leta 1940 za predlagano standardno tirno potniško in tovorno progo med Tokiom in Šimonosekijem, ki bi uporabljala parne in električne lokomotive z največjo hitrostjo 200 km/h. Ministrstvo za železnice je v naslednjih treh letih oblikovalo ambicioznejše načrte za razširitev proge do Pekinga (skozi predor do Koreje) in celo do Singapura ter za izgradnjo povezav s Transsibirsko železnico in drugimi magistralnimi linijami v Aziji. Ti načrti so bili opuščeni leta 1943, ko se je položaj Japonske v drugi svetovni vojni poslabšal. Vendar se je nekaj gradenj na progi vendarle začelo; več predorov na današnjem šinkansenu izvira iz vojnega obdobja.

### Gradnja
Po koncu druge svetovne vojne je bila železnica za visoke hitrosti za nekaj let pozabljena, medtem ko se je promet potnikov in tovora na konvencionalni glavni progi Tōkaidō stalno povečeval skupaj z obnovo japonske industrije in gospodarstva. Do sredine 1950-ih je proga Tōkaidō delovala s polno zmogljivostjo in Ministrstvo za železnice se je odločilo ponovno pregledati projekt Šinkansen. Leta 1957 je Odakyu Electric Railway predstavil svoj vlak serije 3000 SE Romancecar, s katerim je postavil svetovni hitrostni rekord 145 km/h za ozkotirni vlak. Ta vlak je oblikovalcem vlil zaupanje, da lahko varno zgradijo še hitrejši vlak s standardno tirno širino. Tako je bil prvi Šinkansen, serija 0, zgrajen na uspehu Romancecarja.
V 1950-ih je bil japonski nacionalni odnos, da bodo železnice kmalu zastarele in jih bodo nadomestile letalske povezave in avtoceste, kot v Združenih državah in številnih državah v Evropi. Vendar je Šindži Sogō, predsednik japonskih državnih železnic, močno vztrajal pri možnosti hitre železnice in projekt Šinkansen je bil izveden.
Vladna odobritev je prišla decembra 1958 in gradnja prvega segmenta Tōkaidō Šinkansena med Tokiom in Osako se je začela aprila 1959. Stroški gradnje so bili sprva ocenjeni na skoraj 200 milijard jenov, ki so bili zbrani v obliki državnega posojila, železniških obveznic in nizkoobrestnega posojila Svetovne banke v višini 80 milijonov USD. Začetne ocene pa so bile namerno podcenjene in dejanski stroški so znašali okoli 400 milijard jenov. Ko je proračunski primanjkljaj postal jasen leta 1963, je Sogo odstopil in prevzel odgovornost.
Testni objekt za tirna vozila, ki je zdaj del proge, je bil odprt v Odavari leta 1962.

### Začetni uspeh
Tōkaidō Šinkansen je začel obratovati 1. oktobra 1964, v času za prve olimpijske igre v Tokiu. Običajna omejena ekspresna storitev je od Tokia do Osake trajala šest ur in 40 minut, Šinkansen pa je pot opravil v samo štirih urah, leta 1965 skrajšan na tri ure in deset minut. Omogočil je dnevne izlete med Tokiom in Osako, dvema največjima metropolama na Japonskem, močno spremenil način poslovanja in življenja Japoncev ter povečal novo prometno povpraševanje. Storitev je bila takojšnja uspešnica, saj je 13. julija 1967 v manj kot treh letih dosegla mejo 100 milijonov potnikov in eno milijardo potnikov leta 1976. Za Expo '70 v Osaki so uvedli vlake s šestnajstimi vagoni. S povprečno 23.000 potniki na uro v vsako smer leta 1992 je bila Tōkaidō Šinkansen najbolj obremenjena železniška proga za visoke hitrosti na svetu. Od leta 2014, ob 50. obletnici vlaka, se je dnevni potniški promet povečal na 391.000, kar je v 18-urnem voznem redu predstavljalo povprečje nekaj manj kot 22.000 potnikov na uro.
Prvi vlaki Šinkansen, serija 0, so vozili s hitrostjo do 210 km/h, kasneje povečano na 220 km/h. Zadnji od teh vlakov, s svojim klasičnim videzom krogle, so bili umaknjeni 30. novembra 2008. Poganjalec enega od vlakov serije 0 je leta 2001 JR West podaril Nacionalnemu železniškemu muzeju v Yorku v Združenem kraljestvu.

### Širitev omrežja
Hiter uspeh Tōkaidō Šinkansena je spodbudil razširitev proti zahodu do Okajame, Hirošime in Fukuoke (San'jō Šinkansen), ki je bila dokončana leta 1975. Premier Kakuei Tanaka je bil goreč zagovornik Šinkansena in njegova vlada je predlagala obsežno mrežo, ki bi bila vzporedna z večino obstoječih magistralnih vodov. Po tem načrtu sta bili zgrajeni dve novi progi, Tōhoku Šinkansen in Džōecu Šinkansen. Številne druge načrtovane proge so bile odložene ali popolnoma ukinjene, ko je JNR v poznih 1970-ih zdrsnil v dolgove, predvsem zaradi visokih stroškov izgradnje omrežja Šinkansen. Do zgodnjih 1980-ih je bilo podjetje praktično nesolventno, kar je privedlo do njegove privatizacije leta 1987.
Razvoj Šinkansena s strani privatiziranih regionalnih podjetij JR se je nadaljeval z razvojem novih modelov vlakov, od katerih ima vsak na splošno svoj značilen videz (kot je serija 500, ki jo je predstavil JR West). Od leta 2014 vlaki Šinkansen redno vozijo s hitrostjo do 320 km/h na Tōhoku Šinkansen, samo šanghajski vlak maglev in omrežja za visoke hitrosti Kitajske železnice imajo komercialne storitve, ki delujejo hitreje.
Od leta 1970 poteka tudi razvoj Čūō Šinkansen, načrtovane proge maglev od Tokia do Osake. 21. aprila 2015 je vlak s sedmimi vagoni serije L0 maglev postavil svetovni rekord hitrosti 603 km/h.

## Tehnologija
Da bi omogočil delovanje pri visokih hitrostih, Šinkansen uporablja vrsto napredne tehnologije v primerjavi s konvencionalno železnico, s čimer ne dosega le visoke hitrosti, temveč tudi visok standard varnosti in udobja. Njegov uspeh je vplival na druge železnice po svetu in pokazal pomen in prednosti železnice za visoke hitrosti.

### Trase
Trase Šinkansena so popolnoma ločene od običajnih železniških prog (razen mini Šinkansen, ki gre po konvencionalnih progah). Posledično na Šinkansen ne vplivajo počasnejši lokalni ali tovorni vlaki (razen Hokaido Šinkansen med vožnjo skozi predor Seikan) in ima zmogljivost za točno vožnjo številnih hitrih vlakov. Proge so bile zgrajene brez cestnih križanj v nivoju. Dostop do proge je strogo prepovedan s kaznimi proti motnjam, ki jih strogo ureja zakon. Trase uporabljajo predore in viadukte za prehod skozi in čez ovire, namesto okoli njih, z najmanjšim polmerom krivine 4000 metrov (2500 metrov na najstarejšem Tōkaidō Šinkansenu).

### Tirnice
Šinkansen uporablja 1435 mm standardno širino tirnic v nasprotju z 1067 mm ozke tirnice starejših prog. Uporabljajo se neprekinjene varjene tirnice in križišča z vrtljivim nosom, ki odpravljajo vrzeli na kretnicah in križiščih. Uporabljajo se dolge tirnice, povezane z dilatacijskimi spoji, da se zmanjša nihanje širine zaradi toplotnega raztezka in krčenja.
Uporablja se kombinacija tirnice z utegovanjem in ploščami, pri čemer se tirnica s ploščami uporablja izključno na betonskih odsekih, kot so viadukti in predori. Ploščati tir je v predorskih odsekih bistveno bolj stroškovno učinkovit, saj nižja višina tira zmanjša površino prečnega prereza predora, kar zmanjša stroške gradnje do 30 %. Vendar pa je manjši premer predorov Šinkansen v primerjavi z nekaterimi drugimi progami za visoke hitrosti povzročil, da je vprašanje zračnega udarca prisilnega toka zraka v predoru, ki ga povzročajo premikajoča se vozila, postalo zaskrbljujoče za prebivalce, ki živijo blizu portalov predorov.

### Signalni sistem
Šinkansen uporablja sistem ATC (samodejni nadzor vlaka), ki odpravlja potrebo po signalih ob progi. Uporablja obsežen sistem samodejne zaščite vlaka. Centraliziran nadzor prometa upravlja vse vlakovne operacije, vse naloge v zvezi z vožnjo vlaka, tirom, postajo in voznim redom pa so omrežene in računalniško podprte.

### Električni sistemi
Šinkansen uporablja 25 kV AC nadzemno napajanje (20 kV AC na linijah Mini-Šinkansen), da premaga omejitve 1500 V enosmernega toka, ki se uporablja v obstoječem elektrificiranem ozkotirnem sistemu. Moč se porazdeli vzdolž osi vlaka, da se zmanjšajo velike osne obremenitve pri vagonih z enojno močjo. AC frekvenca napajanja za Tokaido Šinkansen je 60 Hz.

### Vlaki
Vlaki Šinkansen so električni motorni vlaki, ki ponujajo hitro pospeševanje, zaviranje in manjšo škodo na progi zaradi uporabe lažjih vozil v primerjavi z lokomotivami ali motornimi vagoni. Potniški vagoni so zračno zaprti, da se zagotovi stabilen zračni tlak pri vstopu v predore pri visoki hitrosti.

### Vleka
Šinkansen je od samega začetka uporabljal konfiguracijo električnih več enot, pri čemer ima serija 0 pogon na vse osi. Drugi proizvajalci železnic so bili temu tradicionalno nenaklonjeni ali niso mogli uporabljati porazdeljenih vlečnih konfiguracij (Talgo, nemški ICE 2 in francoski (in nato južnokorejski) TGV (ter KTX-I in KTX-II) uporabljajo lokomotivo (znano tudi kot pogonski vagon) konfiguracijo z AVE Class 102 in nadaljuje z njo za Talgo AVRIL, ker ni mogoče uporabiti pogonskih podstavnih vozičkov kot del Talgove zasnove podstavnih vozičkov, ki uporablja spremenjen Jacobsov podstavni voziček z eno osjo namesto dveh in omogoča neodvisno vrtenje koles drug drugega, na ICE 2, TGV in KTX je to zato, ker zlahka omogoča visoko kakovost vožnje in manj električne opreme.) Na Japonskem obstaja velika inženirska zaželenost za električno konfiguracijo več enot. Večji delež motoriziranih osi omogoča večji pospešek, zato Šinkansen ne izgubi toliko časa, če se pogosto ustavlja. Linije imajo več postankov glede na njihovo dolžino kot linije za visoke hitrosti drugod po svetu.

## Serije vlakov Šinkansen
- JR 0 - največja hitrost: 220 km/h
- JR 100 - največja hitrost: 230 km/h
- JR 200 - največja hitrost: 240 km/h
- JR 300 - največja hitrost: 270 km/h
- JR 400 - ("Mini-Šinkansen") največja hitrost: 240 km/h
- JR 500 - največja hitrost: 300 km/h
- JR 700 - največja hitrost: 285 km/h
- JR 800 - največja hitrost: 260 km/h
- JR N700 - največja hitrost: 300 km/h
- JR N700-7000 - največja hitrost: 300 km/h
- JR E1 - največja hitrost: 240 km/h
- JR E2 - največja hitrost: 275 km/h
- JR E3 - ("Mini-Šinkansen") največja hitrost: 275 km/h
- JR E3-2000 - ("Mini-Šinkansen") največja hitrost: 275 km/h
- JR E4 - največja hitrost: 240 km/h
- JR E5 - največja hitrost: 320 km/h
- JR E6 - ("Mini-Šinkansen") največja hitrost: 320 km/h
- JR E7 - največja hitrost: 260 km/h

## Vplivi

### Ekonomičnost
Šinkansen je imel pomemben koristen učinek na japonsko poslovanje, gospodarstvo, družbo, okolje in kulturo, ki presega zgolj gradbene in operativne prispevke. Samo rezultati prihranka časa zaradi prehoda s konvencionalnega na visokohitrostno omrežje so bili ocenjeni na 400 milijonov ur, sistem pa ima gospodarski učinek 500 milijard JPY na leto. To ne vključuje prihrankov zaradi manjše odvisnosti od uvoženega goriva, ki ima tudi koristi za nacionalno varnost. Linije Šinkansen, zlasti v zelo natrpanem obalnem megalopolisu Taiheijō pas (tudi Tōkaidō koridor), so dosegle dva glavna cilja:
- Vlaki Šinkansen so zmanjšali breme zastojev v regionalnem prometu s povečanjem prepustnosti na minimalnem kopenskem odtisu, zato so bili ekonomsko ugodnejši v primerjavi z načini (kot so letališča ali avtoceste), ki so običajni v manj gosto poseljenih regijah sveta.
- Ker je bila železnica že primarni mestni način potniškega potovanja, je bila s tega vidika podobna nepovratnim stroškom; ni bilo večjega števila voznikov, ki bi jih prepričali, da zamenjajo način. Začetne megalopolitanske linije Šinkansena so bile donosne in so se izplačale. Povezljivost je pomladila podeželska mesta, kot je Kakegava, ki bi bila sicer preveč oddaljena od večjih mest.

Vendar pa se je ob uvedbi osnovnega načrta iz leta 1973 prvotna previdnost pri razvoju linij Šinkansen umaknila političnim premislekom o razširitvi načina na precej manj poseljena območja države, delno za širjenje teh koristi izven ključnih centrov Kanto in Kinki. Čeprav je bila regionalna širitev v nekaterih primerih razočarana zaradi dolgotrajnih težav s pridobivanjem zemljišč (včasih je na to vplivala odpoved Narita Šinkansena po ostrih protestih domačinov), so bile sčasoma proge zgrajene na razmeroma redko poseljenih območjih z namenom, da bi omrežje razpršilo prebivalstvo. stran od prestolnice.
Takšna širitev je imela precejšnje stroške. JNR, nacionalna železniška družba, je bila že obremenjena s subvencioniranjem nedonosnih podeželskih in regionalnih železnic. Poleg tega je prevzel gradbeni dolg Šinkansena do te mere, da je vladna korporacija na koncu dolgovala približno 28 bilijonov ¥, kar je prispevalo k njeni regionalizaciji in privatizaciji leta 1987. Privatizirani JR-ji so na koncu plačali skupaj 9,2 bilijona JPY za pridobitev JNR-jevega omrežja Šinkansen.
Po privatizaciji je skupina podjetij JR nadaljevala s širitvijo omrežja Šinkansen na manj poseljena območja, vendar z veliko večjo prilagodljivostjo pri odcepitvi nedonosnih železnic ali znižanju stroškov kot v dneh JNR. Trenutno je pomemben dejavnik politika ničelnih obrestnih mer po balonu, ki JR omogoča, da si izposodi ogromne vsote kapitala brez večjih skrbi glede časa odplačila.
Študija UCLA je pokazala, da je prisotnost linije Šinkansen pripomogla k cenovni dostopnosti stanovanj, saj je za mestne delavce z nižjimi dohodki bolj realistično živeti v primestnih območjih, ki so veliko bolj oddaljena od mesta, ki ima običajno cenejše stanovanjske možnosti. To posledično pomaga mestu, da se "decentralizira" in s tem zniža cene mestnih nepremičnin s tistih, ki bi sicer lahko bile.

### Okolje
Potovanje s Tokaido Šinkansenom od Tokia do Osake proizvede le okoli 16 % ogljikovega dioksida enakovrednega potovanja z avtomobilom, kar pomeni prihranek 15.000 ton CO2 na leto.

## Izzivi

### Zvočno onesnaženje
Zaskrbljenost zaradi hrupa je otežila povečanje hitrosti. Na Japonskem je gostota prebivalstva visoka in tam so bili ostri protesti proti obremenitvi s hrupom Šinkansena. Njegov hrup je zdaj omejen na manj kot 70 dB v stanovanjskih območjih.
Izvedeni so bili izboljšava in zmanjšanje odjemnika toka, zmanjšanje teže vagonov, izgradnja protihrupnih ograj in drugi ukrepi. Sedanje raziskave so namenjene predvsem zmanjšanju obratovalnega hrupa, zlasti pojava udarnega vala v predorih, ki nastane, ko vlaki prečkajo predore pri visoki hitrosti.

### Potresi
Zaradi nevarnosti potresov na Japonskem so leta 1992 uvedli Urgentni potresni sistem za zaznavanje in alarmiranje (UrEDAS) (sistem za opozarjanje na potrese), ki omogoča samodejno zaviranje vlakov Šinkansen v primeru velikih potresov.

### Močno sneženje
Tōkaidō Šinkansen med decembrom in februarjem pogosto doživi močno sneženje na območju okoli postaje Maibara, zaradi česar morajo vlaki zmanjšati hitrost, kar moti vozni red. Vgrajeni so sistemi za razprševanje snega, vendar v snežnem vremenu še vedno prihaja do 10–20 minutnih zamud. Zaradi snežnih padavin so tudi storitve motene. Ob poti Džōecu Šinkansen je lahko sneg zelo težak, z globino dveh do treh metrov; proga je opremljena z močnejšimi škropilniki in ploščato stezo za ublažitev posledic snega. Kljub temu, da ima Tōhoku Šinkansen več dni z zamudami, daljšimi od 30 minut, Tōhoku Shinkansen še vedno predstavlja rahlo prednost v zanesljivosti v primerjavi z letalskim potovanjem ob dnevih s precejšnjim sneženjem.